# 耿雁生
耿雁生（こう がんせい）は中華人民共和国の軍人、報道官。

## 概要
1960年山西省生まれ。1977年中国人民解放軍に入隊。解放軍南京通信工程学院に学ぶ。1983年総参謀部政治部、1992年総参謀部工程維持総隊、1994年国防部外事弁公室、2010年4月任国防部新聞事務局局長。
2010年7月に国防部報道官就任。軍階級は大校（大佐相当。中国には大佐相当の「上校」が別途あるため、上級大佐と訳される場合もある）。